# Tutufa
Tutufa Jousseaume, 1881 è un genere di gasteropodi della famiglia Bursidae.

## Tassomomia
- Tutufa bardeyi (Jousseaume, 1881)
- Tutufa boholica Beu, 1987
- Tutufa bubo (Linnaeus, 1758)
- Tutufa bufo (Röding, 1798)
- Tutufa nigrita Mühlhäusser & Blöcher, 1979
- Tutufa oyamai Habe, 1973
- Tutufa rubeta (Linnaeus, 1758)
- Tutufa tenuigranosa (E. A. Smith, 1914)